# Kieler Sportvereinigung Holstein von 1900 2001-2002
Questa voce raccoglie le informazioni riguardanti il Kieler Sportvereinigung Holstein von 1900 nelle competizioni ufficiali della stagione 2001-2002.

## Stagione
Nella stagione 2001-2002 l'Holstein Kiel, allenato da Gerd-Volker Schock, concluse il campionato di Regionalliga nord al 13º posto.

## Rosa
| N. |                     | Ruolo | Calciatore          |
| -- | ------------------- | ----- | ------------------- |
| 1  | Germania (bandiera) | P     | Manuel Greil        |
| 2  | Turchia (bandiera)  | D     | Güner Kopuk         |
| 3  | Germania (bandiera) | D     | Carsten Pukaß       |
| 4  | Polonia (bandiera)  | A     | Zbigniew Ilski      |
| 6  | Germania (bandiera) | D     | Matthias Rose       |
| 9  | Lituania (bandiera) | A     | Dimitrijus Guščinas |
| 11 | Germania (bandiera) | A     | Danilo Blank        |
| 16 | Germania (bandiera) | C     | Lars Schiersand     |
| 20 | Germania (bandiera) | D     | Henning Hardt       |
| 22 | Germania (bandiera) | C     | Thorsten Rohwer     |
| 24 | Germania (bandiera) | P     | Henrik Preuß        |
| 27 | Germania (bandiera) | C     | Malte Sawkulycz     |
| 28 | Polonia (bandiera)  | A     | Marek Trejgis       |

| N. |                     | Ruolo | Calciatore       |
| -- | ------------------- | ----- | ---------------- |
|    | Germania (bandiera) | D     | Steve Frank      |
|    | Germania (bandiera) | D     | Kay Wenschlag    |
|    | Germania (bandiera) | C     | Till Furthmann   |
|    | Germania (bandiera) | C     | Timo Hempel      |
|    | Germania (bandiera) | C     | Lutz Lehmann     |
|    | Germania (bandiera) | C     | Niels Mackel     |
|    | Germania (bandiera) | C     | Torge Treptow    |
|    | Germania (bandiera) | A     | Jörg Ahrends     |
|    | Turchia (bandiera)  | A     | Özcan Atasoy     |
|    | Germania (bandiera) | A     | Daniel Jurgeleit |
|    | Germania (bandiera) | A     | Marcus Marin     |
|    | Germania (bandiera) | A     | Sven Simonsen    |

## Organigramma societario
Area tecnica
- Allenatore: Gerd-Volker Schock
- Allenatore in seconda:
- Preparatore dei portieri:
- Preparatori atletici:
- Analisi video:

## Calciomercato

### Sessione estiva
| Acquisti | Acquisti        | Acquisti           | Acquisti |
| R.       | Nome            | da                 | Modalità |
| -------- | --------------- | ------------------ | -------- |
| C        | Niels Mackel    | Carl Zeiss Jena    |          |
| A        | Marcus Marin    | Fortuna Düsseldorf |          |
| C        | Thorsten Rohwer | Werder Brema II    |          |
| D        | Matthias Rose   | Osnabrück          |          |
| C        | Lars Schiersand | Osnabrück          |          |
| A        | Sven Simonsen   | Preußen Münster    |          |
| D        | Kay Wenschlag   | Osnabrück          |          |

| Cessioni | Cessioni       | Cessioni            | Cessioni |
| R.       | Nome           | a                   | Modalità |
| -------- | -------------- | ------------------- | -------- |
| D        | Gerald Klews   | VfL Halle 1896      |          |
| P        | Dietmar Kunze  | Eider Büdelsdorf    |          |
| A        | Thomas Nowacki | FSV Wacker 03 Gotha |          |

### Sessione invernale
| Acquisti | Acquisti      | Acquisti  | Acquisti |
| R.       | Nome          | da        | Modalità |
| -------- | ------------- | --------- | -------- |
| A        | Marek Trejgis | Paniōnios |          |

| Cessioni | Cessioni | Cessioni | Cessioni |
| R.       | Nome     | a        | Modalità |
| -------- | -------- | -------- | -------- |

## Risultati

### Regionalliga

#### Girone di andata
| Arbitro: | Koop |

|  |           |                         |
|  | Marcatori | 73’ Fischer 90’ Raschke |

| Arbitro: | Häcker |

|                       |           |  |
| Schmidt 73’ Milde 84’ | Marcatori |  |

| Arbitro: | Seemann |

|                                        |           |                 |
| Jurgeleit 10’ Lehmann 57’ Guščinas 60’ | Marcatori | 16’, 41’ Mašlej |

| Arbitro: | Perschke |

|            |           |               |
| Putilo 62’ | Marcatori | 72’ Jurgeleit |

| Arbitro: | Otte |

|                        |           |                                               |
| Guščinas 6’ Atasoy 51’ | Marcatori | 16’, 60’ Homola 19’, 39’ Turgut 45’ Scharping |

| Krefeld 1º settembre 2001, ore 14:00 CEST 6ª giornata | Uerdingen 05 | 0 – 0 referto | Holstein Kiel | Grotenburg Stadion (1 874 spett.)\| Arbitro: \| Grabanowski \| |
| Arbitro:                                              | Grabanowski  |               |               |                                                                |

| Arbitro: | Hennecke |

|                             |           |              |
| Guščinas 30’ Schiersand 64’ | Marcatori | 90’ Mehlhorn |

| Arbitro: | Otte |

|                          |           |                                           |
| Lau 26’, 59’ Sánchez 46’ | Marcatori | 27’ Kopuk 37’ Guščinas 47’, 81’ Jurgeleit |

| Arbitro: | Hielscher |

|                            |           |                |
| Jurgeleit 45’ Guščinas 90’ | Marcatori | 85’ (rig.) Süs |

| Arbitro: | Steinhaus-Webb |

|                         |           |  |
| N'Tsika 60’ Litimba 90’ | Marcatori |  |

| Arbitro: | Czech |

|               |           |  |
| Jurgeleit 43’ | Marcatori |  |

| Arbitro: | Hoyzer |

|  |           |            |
|  | Marcatori | 75’ Rohwer |

| Arbitro: | Czech |

|  |           |                                     |
|  | Marcatori | 21’ Guščinas 27’ Rose 49’ Jurgeleit |

| Arbitro: | Korte |

|  |           |                                       |
|  | Marcatori | 8’, 61’, 70’ (rig.) Teixeira 36’ Nadj |

| Arbitro: | Kemmling |

|                           |           |  |
| Jank 15’ Grund 53’ (rig.) | Marcatori |  |

| Kiel 11 novembre 2001, ore 14:30 CET 16ª giornata | Holstein Kiel | 0 – 0 referto | Wattenscheid 09 | Holstein-Stadion (1 703 spett.)\| Arbitro: \| Schößling \| |
| Arbitro:                                          | Schößling     |               |                 |                                                            |

| Arbitro: | Perschke |

|               |           |               |
| Marquinhos 4’ | Marcatori | 23’ Jurgeleit |

#### Girone di ritorno
| Arbitro: | Soltow |

|          |           |  |
| Koen 15’ | Marcatori |  |

| Arbitro: | Jauch |

|             |           |  |
| Guščinas 9’ | Marcatori |  |

| Arbitro: | Grabanowski |

|                      |           |  |
| Dobrý 49’ Mašlej 77’ | Marcatori |  |

| Kiel 15 dicembre 2001, ore 14:00 CET 21ª giornata | Holstein Kiel | 0 – 0 referto | Osnabrück | Holstein-Stadion (1 709 spett.)\| Arbitro: \| Bley \| |
| Arbitro:                                          | Bley          |               |           |                                                       |

| Arbitro: | Weber |

|                |           |              |
| Przondziono 7’ | Marcatori | 79’ Guščinas |

| Arbitro: | Hielscher |

|                            |           |                           |
| Jurgeleit 71’ Guščinas 80’ | Marcatori | 32’ Émerson 86’ Puschmann |

| Arbitro: | Jauch |

|               |           |          |
| Hauptmann 10’ | Marcatori | 90’ Rose |

| Arbitro: | Thomßen |

|                  |           |             |
| Trejgis 40’, 58’ | Marcatori | 57’ Beuchel |

| Arbitro: | Marks |

|            |           |             |
| Cichon 29’ | Marcatori | 24’ Trejgis |

| Arbitro: | Czech |

|           |           |           |
| Marin 35’ | Marcatori | 29’ Gerov |

| Arbitro: | Korte |

|                                      |           |              |
| Kern 27’ Rolfes 33’ Tjikuzu 58’, 81’ | Marcatori | 53’ Guščinas |

| Kiel 12 aprile 2002, ore 19:30 CEST 29ª giornata | Holstein Kiel | 0 – 0 referto | Preußen Münster | Holstein-Stadion (1 823 spett.)\| Arbitro: \| Winkmann \| |
| Arbitro:                                         | Winkmann      |               |                 |                                                           |

| Arbitro: | Schriever |

|                          |           |  |
| Guščinas 41’ Trejgis 65’ | Marcatori |  |

| Arbitro: | Weber |

|                                     |           |  |
| Eigner 69’ Sümnich 78’ Teixeira 89’ | Marcatori |  |

| Arbitro: | Korte |

|             |           |           |
| Trejgis 54’ | Marcatori | 80’ Kurth |

| Arbitro: | Czech |

|                                             |           |                     |
| Altıntop 48’, 52’, 63’ Nolden 55’ Iyodo 72’ | Marcatori | 40’ Rose 53’ Rohwer |

| Arbitro: | Otte |

|                      |           |                |
| Jurgeleit 49’ (rig.) | Marcatori | 60’, 79’ Jerat |

## Statistiche

### Statistiche di squadra
| Competizione      | Punti | In casa | In casa | In casa | In casa | In casa | In casa | In trasferta | In trasferta | In trasferta | In trasferta | In trasferta | In trasferta | Totale | Totale | Totale | Totale | Totale | Totale | DR  |
| Competizione      | Punti | G       | V       | N       | P       | Gf      | Gs      | G            | V            | N            | P            | Gf           | Gs           | G      | V      | N      | P      | Gf     | Gs     | DR  |
| ----------------- | ----- | ------- | ------- | ------- | ------- | ------- | ------- | ------------ | ------------ | ------------ | ------------ | ------------ | ------------ | ------ | ------ | ------ | ------ | ------ | ------ | --- |
| Regionalliga nord | 42    | 17      | 7       | 6       | 4       | 20      | 22      | 17           | 3            | 6            | 8            | 16           | 29           | 34     | 10     | 12     | 12     | 36     | 51     | -15 |
| Totale            | 42    | 17      | 7       | 6       | 4       | 20      | 22      | 17           | 3            | 6            | 8            | 16           | 29           | 34     | 10     | 12     | 12     | 36     | 51     | -15 |

### Andamento in campionato
| Giornata  | 1  | 2  | 3  | 4  | 5  | 6  | 7  | 8  | 9 | 10 | 11 | 12 | 13 | 14 | 15 | 16 | 17 | 18 | 19 | 20 | 21 | 22 | 23 | 24 | 25 | 26 | 27 | 28 | 29 | 30 | 31 | 32 | 33 | 34 |
| --------- | -- | -- | -- | -- | -- | -- | -- | -- | - | -- | -- | -- | -- | -- | -- | -- | -- | -- | -- | -- | -- | -- | -- | -- | -- | -- | -- | -- | -- | -- | -- | -- | -- | -- |
| Luogo     | C  | T  | C  | T  | C  | T  | C  | T  | C | T  | C  | T  | T  | C  | T  | C  | T  | T  | C  | T  | C  | T  | C  | T  | C  | T  | C  | T  | C  | C  | T  | C  | T  | C  |
| Risultato | P  | P  | V  | N  | P  | N  | V  | V  | V | P  | V  | V  | V  | P  | P  | N  | N  | P  | V  | P  | N  | N  | N  | N  | V  | N  | N  | P  | N  | V  | P  | N  | P  | P  |
| Posizione | 13 | 17 | 13 | 13 | 15 | 17 | 12 | 10 | 7 | 10 | 7  | 5  | 5  | 6  | 9  | 8  | 8  | 10 | 9  | 9  | 9  | 9  | 10 | 10 | 8  | 11 | 11 | 12 | 12 | 10 | 12 | 12 | 12 | 13 |

Legenda:

Luogo: C = Casa; T = Trasferta. Risultato: V = Vittoria; N = Pareggio; P = Sconfitta.

### Statistiche dei giocatori
| J. Ahrends    | 3  | 0  | 0 | 0 |
| Ö. Atasoy     | 9  | 1  | 0 | 0 |
| D. Blank      | 2  | 0  | 0 | 0 |
| S. Frank      | 1  | 0  | 0 | 0 |
| T. Furthmann  | 0  | 0  | 0 | 0 |
| M. Greil      | 34 | 0  | 3 | 0 |
| D. Guščinas   | 34 | 11 | 2 | 0 |
| H. Hardt      | 32 | 0  | 4 | 0 |
| T. Hempel     | 20 | 0  | 0 | 0 |
| Z. Ilski      | 26 | 0  | 3 | 0 |
| D. Jurgeleit  | 30 | 10 | 2 | 1 |
| G. Kopuk      | 28 | 1  | 5 | 0 |
| L. Lehmann    | 21 | 1  | 2 | 0 |
| N. Mackel     | 2  | 0  | 1 | 0 |
| M. Marin      | 24 | 1  | 5 | 0 |
| P. Michalski  | 2  | 0  | 0 | 0 |
| H. Preuß      | 0  | 0  | 0 | 0 |
| C. Pukaß      | 25 | 0  | 4 | 1 |
| T. Rohwer     | 31 | 2  | 4 | 1 |
| M. Rose       | 34 | 3  | 9 | 0 |
| M. Sawkulycz  | 0  | 0  | 0 | 0 |
| L. Schiersand | 34 | 1  | 4 | 0 |
| S. Simonsen   | 8  | 0  | 0 | 0 |
| M. Trejgis    | 13 | 5  | 1 | 0 |
| T. Treptow    | 18 | 0  | 2 | 0 |
| K. Wenschlag  | 26 | 0  | 4 | 0 |